# Vicenta García Miranda
Vicenta García Miranda  (Campanario, 1816 – Campanario, 1877) fue una poeta romántica española.

## Biografía
Hija de Antonio García Miranda, farmacéutico y aficionado a la poesía y a la literatura clásica. No se sabe nada de su madre. Por la enfermedad de su padre, que lo mantuvo postrado en cama once años, la familia tuvo que trasladarse a la casa de un tío paterno que dificultó los estudios de la futura escritora. Contrajo matrimonio en 1833, tuvo un hijo en 1841 que murió a los once meses  y quedó  viuda en 1843. Estos hechos luctuosos marcaron el tono de una gran parte de su poesía.
En 1845 tras leer un poema de Carolina Coronado sintió que ella también podría escribir poesía. La lectura de los versos de Coronado le provocó una reacción violenta que le supuso un renacer personal y su despertar poético. En su poema "La poetisa de aldea", reflejo de uno de Coronado, reclama la figura marginal de la mujer poeta, sola y aislada en su quehacer literario. Le escribió una carta de presentación con dos poemas y comenzaron una larga amistad en la que Coronado fue no solo su amiga sino también su mentora. Gracias a Coronado fue publicada una oda de García Miranda en la revista El Guadiana dedicada a Diego García de Paredes también extremeño.
Entabló amistad con otras poetas: Amalia Fenollosa, Manuela Cambronero y Rogelia León, además de participar en las veladas del Liceo de Badajoz junto a María Cabezudo o Carolina Coronado. El Liceo impulsó la creación de una academia mixta y en su inauguración se hizo también un homenaje a García Miranda y otras escritoras. En dicho homenaje leyó sus poemas.y escribió para la ocasión "Vamos a vindicar a Extremadura".  Fue nombrada Socia Facultativa  de dicho Liceo junto a Robustiana Armiño.
Creció su fama y comenzó a colaborar con varias revistas: Periódico científico, literario e industrial, dirigido por Ramón Ortiz Zárate que se publicaba cuatro veces al  mes; El Lirio, El despertador montañés, durante los años 1849-1853, del que era director Calixto Fernández Camporredondo y con el que comenzó una larga relación epistolar; El Celtíbero de Segorbe (Castellón); la revista Ellas. Órgano oficial del sexo femenino (Madrid) editada por Alicia Pérez de Gascuña y donde apareció su poema feminista: "Alzad, hermosas, la abatida frente".
Los años entre 1845 y 1855 fueron una época de gran actividad para la poeta y su círculo de Hermandad.
Organizó una tertulia literaria en su casa desde 1849 hasta 1875 de 12 a 1 del mediodía, a la que acudían los intelectuales de Campanario. En 1855, publicó una antología con setenta y cinco poemas, Flores del valle. Sus últimos poemas son de 1865 y 1866 ya escritos algunos en el balneario de Caldas de la Reina en Portugal donde fue por prescripción médica. Murió ciega y sin poderse valer en 1877.
En el balneario portugués De Caldas de la Reina conoció a un médico con el que mantuvo una amistad que se plasmó en sus cartas. En ellas mostró su desánimo ante su decadencia física y su ceguera progresiva. Pero también le informaba de sus poemas y de sus escritos en prosa. También en ellas expresa por qué abandonó la poesía en sus últimos años, ya que había comenzado a escribir para paliar la soledad por su viudez y por la muerte de su hijo, pero el tener un amplio círculo de amistades literarias y su tertulia cotidiana le quitó esa necesidad de escribir.

## Obra
Su único libro publicado Flores del valle está compuesto por setenta y cinco poemas con diferentes temas. Uno de ellos es la mujer y su posición de sometimiento al hombre unido a la necesidad de buscar nuevos horizontes. Esto se relacionaba con el tópico del Romanticismo: la evasión de la realidad y la búsqueda de lo exótico. Así como  el ansia de libertad, que lo muestra en el poema "A una calandria". Defendió también que las mujeres fueran poetas como lo proclama en el poema "Alzad, hermosas, la abatida frente". Otro tema recurrente en su poesía es la naturaleza revalorizando lo silvestre, y en la que encuentra el fiel reflejo de su yo poético.

### Hermandad lírica
La influencia de la poesía de Carolina Coronado es innegable, siendo considerada una de sus discípulas. Junto a  Encarnación Calero de los Ríos, Robustiana Armiño y Amalia Fenollosa constituyen un grupo poético con relaciones mutuas, tanto líricas como epistolares al que se ha llamado Hermandad lírica  Muchos de los poemas pertenecientes a autoras de esta Hermandad son homoeróticos, siendo García Miranda autora de varios. Esto era aceptado en la época ya que se entendía como una red de apoyo entre mujeres poetas. Además el lesbianismo no subvertía el orden social.

## Reconocimientos
- Una calle en Badajoz y otra en Campanario, su pueblo natal, llevan el nombre de Vicenta García Miranda.